# Обминский, Тадеуш
Таде́уш Анто́ний Обми́нский (пол. Tadeusz Antoni Obmiński, 16 апреля 1874, Львов, Австро-Венгрия — 18 июля 1932, Львов, Польша) — польский архитектор, педагог. Ректор Львовской политехники в 1916—1917 учебном году.

## Биография
В 1898 г. закончил архитектурный факультет Львовской технической академии (ныне — Львовская политехника). В 1900—1901 годах получил дополнительную специализацию в Королевском техническом училище в Шарлоттенбурге (ныне Берлинский технический университет). В 1897—1905 годах был ассистентом на кафедре строительных конструкций, в 1906—1908 годах — конструктором на кафедре континентального строительства. В 1908 защитил докторскую диссертацию «Возникновение деревянного зодчества в Польше» (пол. Geneza budownictwa drewnianego w Polsce), в 1909 году стал доцентом технического рисунка и деревянного строительства. В октябре 1910 стал профессором и руководителем кафедры общего строительства. В 1926—1931 годах вёл также занятия по строительным материалам, сметам и ведению строительства. В 1912/13 был деканом континентально-водного факультета, в 1915/16 и 1920/21 — архитектурного Факультета, а в 1916/17 академическом году — ректором Политехнической школы (ныне — Львовская политехника).

## Творчество
За годы своей творческой деятельности Тадеуш Обминский оставил богатое архитектурное наследие. Будучи одним из учеников и сотрудников строительной фирмы Ивана Левинского, он плодотворно утверждал модерн в галицкой архитектуре и оказывал содействие утверждению народной стилистики в церковном искусстве (см. гуцульская сецессия).
Реализованные проекты:
- Дьяковская бурса собора святого Юра на ул. Е. Озаркевича, 2-а во Львове (1904), соавторы А. Лушпинский, И. Левинский.
- Жилой дом на ул. Коновальца, 98, во Львове (1904—1905).
- Прибыльный дом адвоката А. Сегаля на углу пр. Шевченко, 4 и ул. Цитадельной, 6 во Львове (1904—1905).
- «Народный отель» на углу улиц Дорошенко, 20 и Костюшко, 1 во Львове (1904—1906).
- Прибыльный дом на ул. Брюллова, 4 во Львове (1905).
- Административное сооружение на ул. Цитадельной, 6 во Львове (1905), соавторы М. Улям, И. Кендзерский.
- Дом Академической общины на ул. Коцюбинского, 21-а (1905), соавторы Ф. Левицкий, А. Лушпинский.
- Страховое общество «Днестр» (теперь городская поликлиника № 1), ул. Русская, 20 во Львове (1905—1906), соавторы И. Левинский и Л. Левинский, А. Лушпинский.
- Торговый дом Я. Строменгера на пл. Генерала Григоренко, 4 во Львове (1906).
- Жилой дом на ул. Лычаковской, 70 во Львове (1906).
- Ученическая бурса с библиотекой «Народный дом. Родная школа» на ул. Лысенко, 14 во Львове (1906—1908), соавторы Л. Левинский, И. Левинский, А. Лушпинский.
- Гимназия и бурса Украинского педагогического общества на ул. Пушкина, 103 во Львове (1906—1909), соавторы И. Левинский, Л. Левинский, А. Лушпинский.
- Жилой дом на ул. Дорошенко, 15 во Львове (1907—1908).
- Жилой дом на ул. Руставели, 42 во Львове (1908), соавтор И. Левинский.
- Приют для бедных им. святого Лазаря на углу улиц Нижанковского, 2-4 и Кн. Романа, 30 во Львове (1908).
- Жилой дом на ул. Саксаганского, 10 во Львове (1913).
- Украинское музыкальное общество им. Н. Лысенко на пл. Шашкевича, 5 во Львове (1913—1916), соавторы Е. Червинский, И. Левинский, А. Лушпинский, худ. Модест Сосенко, скульптор Г. Кузневич.
- Осуществил реставрацию Латинского кафедрального костёла во Львове (1905—1930), соавтор В. Садловский.
- Украинская школа им. Шашкевича на ул. Замкненой, 8 во Львове (1928).
- Научно-техническая библиотека Львовской политехнической школы на ул. Профессорской, 1 (1928—1930).
- Кардиологический диспансер областной больницы на ул. Некрасова, 4 во Львове (кон. 19 ст., 1930).
- Костёл Матери Божьей Остробрамской на ул. Лычаковской во Львове (1932).
- Церковь Св. Дмитрия в с. Оброшино возле Львова (1914), соавтор Александр Лушпинский.

- «Народная гостиница» на улице Дорошенко, 20 во Львове (1904—1906)
- Научно-техническая библиотека Львовской политехнической школы на улице Профессорской, 1 (1928—1930)
- Костёл Матери Божьей Остробрамской на улице Лычаковской (1932)